# Ich steh auf dich
Ich steh auf dich (Originaltitel: Tengo ganas de ti) ist ein spanischer Spielfilm aus dem Jahr 2012 und die Fortsetzung des 2010 erschienenen Spielfilms Drei Meter über dem Himmel. Der Film basiert auf dem gleichnamigen Roman von Federico Moccia. Er feierte 2012 in Spanien Premiere und wurde am 11. August 2014 in Deutschland auf DVD veröffentlicht.

## Handlung
Hugo Olivera „HO“ Castro kehrt nach zwei Jahren von London nach Barcelona zurück. Er will den Tod seines besten Freundes Pollo und die Liebe zu Babi endlich hinter sich lassen. Er trifft auf Katina, Pollos damalige Freundin, und die beiden treffen sich mit der alten Clique. Er trifft auch auf seinen ehemaligen Feind Chino. Die beiden werden von Gin beobachtet, die daraufhin HO verfolgt. Durch ein Missgeschick kommen sich die beiden langsam näher und HO verliebt sich zum ersten Mal seit Babi wieder. HO und Gin erkennen, dass sie beide in London auf dem Notting Hill Karneval gewesen sind. HO erkannte jedoch erst viel später, unabhängig davon, dass Gin ihn damals bereits auf dem Karneval fotografiert hat. 
Eines Abends feiern Gin, HO und Katina in einem Club. Katina trifft auf Babi und sie unterhalten sich. Doch es ist nicht wie früher, denn als Katina ihre damals beste Freundin am meisten gebraucht hat, war diese nicht da.
Auch in Babis Familie läuft nicht alles gut. Ihre Mutter, Rafaela, glaubt, dass Claudio eine Affäre hat. Außerdem glaubt ihre Schwester Daniela, Sex mit Babis Ex-Freund Chico zu haben, muss jedoch später feststellen, von einem Unbekannten schwanger zu sein.
Babi unternimmt einige Versuche, sich mit Katina wieder anzufreunden, doch die beiden haben sich bereits zu weit auseinanderentwickelt. 
Gin nimmt dank HO an einer Fernsehshow teil. In der Beziehung fängt es an zu kriseln, als HO Gin nicht die Wahrheit über Babi erzählen will. Am Tag von Gins Auftritt wird HO plötzlich von Katina angerufen. Er lässt Gin zurück und fährt zu der Adresse, welche Katina ihm geschickt hatte. Dort trifft er jedoch nicht auf Katina, sondern auf Babi. Die zwei unterhalten sich und es kommen alte Gefühle zum Vorschein. Babi will HO nach Hause fahren, legt dabei jedoch noch einen Zwischenstopp am Strand ein, an dem sie und HO so glückliche Momente erlebt hatten. Die beiden lassen sich von ihren alten Gefühlen leiten und es kommt zum Sex zwischen ihnen. Als beide wieder im Auto sitzen und ihre Fahrt fortsetzen, entschuldigt sich Babi für das, was eben passiert ist. Sie gesteht ihm, dass sie herausfinden wollte, was sie noch für ihn empfindet, aber auch seit kurzem verlobt ist und bald heiraten wird. 
HO bittet, sie bei der Fernsehshow rauszulassen, welche schon lange zu Ende ist, und verabschiedet sich von ihr. 
Zwischenzeitlich sucht Gin HO nach ihrem Fernsehauftritt, findet ihn aber nicht. Auf der Suche gerät sie in Schwierigkeiten und wird beinahe von einem der Fernsehproduzenten vergewaltigt, doch HO kommt dazu und verprügelt ihn. 
Gin fragt ihn, wo er gewesen ist. Da er die Frage jedoch vielsagend unbeantwortet lässt, geht sie verletzt weg.
Im nächsten Augenblick kommt Katina dazu, die HO jedoch nicht davon abhalten kann, noch einmal eins der illegalen Motorradrennen zu fahren. HO nimmt trotz allem an dem Rennen teil und will somit das Motorrad seines verstorbenen Freundes Pollo zurückgewinnen, Katinas damaligem Freund, der vor mehreren Jahren bei einem Rennen ums Leben kam. Doch er bringt es nicht übers Herz, das Rennen zu Ende zu fahren, und stoppt vor der Ziellinie, tauscht jedoch die Maschine von Pollo gegen die seine.
Wochen sind vergangen. HO hat erkannt, dass er Babi loslassen muss und beide keine gemeinsame Zukunft haben. Er kommt zu Gins Ausstellung, wobei er bemerkt, dass er sie liebt. Er macht sich auf die Suche nach ihr, die beiden finden zusammen und starten ihre Beziehung von neuem.

## Synchronisation
Die deutsche Synchronbearbeitung erfolgte durch RRP Media GmbH in Berlin, die Dialogregie führte Ursula Hugo.
| Darsteller  | Deutscher Sprecher | Rolle |
| ----------- | ------------------ | ----- |
| Mario Casas | Florian Hoffmann   | HO    |